# Долње Срње
Долње Срње (слч. Dolné Srnie) насељено је мјесто са административним статусом сеоске општине (слч. obec) у округу Ново Место на Ваху, у Тренчинском крају, Словачка Република.

## Становништво
| Година:    | 1994. | 2004.    | 2014.   | 2024.   |
| ---------- | ----- | -------- | ------- | ------- |
| Број људи: | 832   | 928      | 980     | 984     |
| Разлика:   |       | +11,53 % | +5,60 % | +0,40 % |

| Година:    | 2023. | 2024.   |
| ---------- | ----- | ------- |
| Број људи: | 983   | 984     |
| Разлика:   |       | +0,10 % |

Према подацима о броју становника из 2024. године насеље је имало 984 становника.